# تشارلز ر. بنتلي
تشارلز ر. بنتلي (بالإنجليزية: Charles R. Bentley)‏ هو مستكشف أمريكي، ولد في 23 ديسمبر 1929 في نيويورك في الولايات المتحدة، وتوفي في 19 أغسطس 2017 في أوكلاند في الولايات المتحدة.